# Marie-Hélène van Zuylen van Nyevelt van de Haar
Marie-Hélène de Rothschild (New York, 17 november 1927 - Ferrières, 1 maart 1996) was een ingetrouwd lid van de vooraanstaande Franse tak van de bankiersfamilie De Rothschild.

## Levensloop
Ze werd geboren als Marie-Hélène Naila Stéphanie Josina barones van Zuylen van Nyevelt van de Haar. Ze was de oudste van drie kinderen van de in Egypte geboren Syrische advocatendochter Marguerite Namétalla (1901-1970) en de diplomaat baron Egmont van Zuylen van Nyevelt van de Haar (1890-1960). Marie-Hélènes grootmoeder van vaderskant was barones Hélène de Rothschild (1863-1947), dochter van baron Salomon James de Rothschild, die met de rooms-katholieke baron Étienne van Zuylen van Nyevelt van de Haar (1860-1934) was getrouwd.

## Huwelijken
Ze werd opgeleid aan het Marymount College in Tarrytown (New York) en na haar schooltijd woonde ze in Parijs, waar ze graaf François de Nicolay (1919-1963) ontmoette, met wie ze in 1950 op kasteel Haarzuilens (Nederland) trouwde. Hun zoon, Philippe de Nicolay, werd in 1955 geboren en het koppel scheidde al in het daaropvolgende jaar. In 1982 trouwde Philippe met prinses Sophie de Ligne. 
Marie-Hélène trouwde vervolgens met haar verre neef Guy de Rothschild (21 mei 1909 - 12 juni 2007), hoofd van de bank van de gebroeders Rothschild. Het huwelijk vond plaats op 17 februari 1957 in New York. Hun enige kind, Edouard Etienne Alphonse, werd eind december van dat jaar geboren.

## Kasteel van Ferrières
Haar echtgenoot en zijn zussen Jacqueline en Bethsabée waren opgegroeid in het kasteel van Ferrières op het platteland, even buiten Parijs. Het kasteel bleef leeg tot 1959, nadat de Duitse troepen het tijdens de bezetting van Frankrijk in Wereldoorlog II in beslag hadden genomen. Daarna namen de pas gehuwde Rothschilds het initiatief het kasteel opnieuw in gebruik te nemen. De herbemeubeling van het grote kasteel werd door Marie-Hélène onder handen genomen. Het kasteel groeide uit tot een oord waar de Europese adel tijdens exuberante feestjes in contact kwam met musici, kunstenaars, modeontwerpers en filmsterren uit Hollywood. De hippe en vindingrijke thematische avonden die zij zowel in Parijs als New York organiseerde, soms met het oogmerk liefdadige ondernemingen te sponsoren, werden druk besproken. In 1973 bracht ze vijf Franse couturiers en vijf Amerikaanse ontwerpers bij elkaar voor een modepresentatie in het Gabrieltheater in het kasteel van Versailles.
In 1975 legateerden Guy en Marie-Hélène de Rothschild het kasteel van Ferrières aan de kanselarij van de Parijse universiteit, maar ze behielden het huis dat ze in het bos rond het kasteel hadden gebouwd.

## Hôtel Lambert
Het koppel kocht vervolgens het Hôtel Lambert op het Eiland Saint-Louis, een van Parijs' meest prestigieuze woningen, waar ze de bovenverdiepingen betrokken. Marie-Hélène raakte nauw bevriend met de in de 'society' actieve baron Alexis de Redé die op de eerste verdieping van het Hôtel Lambert woonde en die een vaste waarde werd op haar feestjes. Teneinde haar inspanningen voor de internationale promotie van de Franse cultuur en mode te belonen, kreeg Marie-Hélène de Rothschild de "Legioen van Eer" toegekend.
Na haar meer dan een decennium aanslepende strijd tegen kanker en een verlammende reumatische aandoening, overleed Marie-Hélène de Rothschild in 1996 in haar woning in Ferrières op 68-jarige leeftijd. Ze werd begraven in Touques (Calvados).
Haar jongere broer, baron Thierry van Zuylen van Nyevelt van de Haar (1932-2011) was familiehoofd van de afstammelingen van Jean-Bernard van Zuylen van Nyevelt en Isabelle du Bois en de laatste mannelijke telg van deze tak, die Kasteel de Haar in Haarzuilens elk jaar een maand bewoonde.